# Loubaut
Loubaut (okzitanisch gleicher Name) ist eine französische Gemeinde mit 28 Einwohnern (Stand 1. Januar 2022) im Département Ariège in der Region Okzitanien (zuvor Midi-Pyrénées); sie gehört zum Arrondissement Saint-Girons und zum Kanton Arize-Lèze.

## Lage
Loubaut liegt im Norden des Départements Ariège. Nächstgelegene Stadt ist das etwa 28 Kilometer (Luftlinie) ostsüdöstlich gelegene Pamiers; die Großstadt Toulouse ist knapp 70 Kilometer in nördlicher Richtung entfernt. Die Gemeinde liegt im Massif du Plantaurel.
Die Gemeinde ist eine Streusiedlung aus Kleinsiedlungen und Einzelgehöften.

## Geschichte
Ein (untergegangenes) Schloss von Loubaut wurde erstmals im Jahr 1263 erwähnt. Der Ort war Teil der Kastlanei Le Carla innerhalb der Grafschaft Foix und wurde durch die Nebenlinie Foix-Rabat regiert. In den Religionskriegen wurde Loubaut 1568 von Hugenotten verwüstet. Die Gemeinde gehörte von 1793 bis 1801 zum District Mirepoix-Pamiers. Zudem lag sie von 1793 bis 1801 im Kanton Daumazan und war von 1801 bis 2015 Teil des Kantons Le Mas d’Azil (1793–1801 unter dem Namen Kanton Mas d’Azis). Bis 1801 trug die Gemeinde den Namen Loubant.

## Bevölkerungsentwicklung
| Jahr                       | 1962 | 1968 | 1975 | 1982 | 1990 | 1999 | 2006 | 2012 | 2019 |
| Einwohner                  | 28   | 30   | 12   | 19   | 31   | 21   | 30   | 28   | 26   |
| Quellen: Cassini und INSEE |      |      |      |      |      |      |      |      |      |

Im 19. Jahrhundert zählte der Ort zeitweise über 100 Einwohner. Die zunehmende Mechanisierung der Landwirtschaft führte zu einem kontinuierlichen Absinken der Einwohnerzahlen bis auf die Tiefststände um 1980.

## Sehenswürdigkeiten
- Dorfkirche Saint-Pierre aus dem 17. Jahrhundert